# ナンキョクコメススキ
ナンキョクコメススキ（Deschampsia antarctica）は、イネ科の植物。南極大陸に自生する種子植物は2種しかないが、その1種がナンキョクコメススキである。

## 分布
南極大陸のほか、サウス・オークニー諸島などの亜南極地域の島嶼に分布する。またアルゼンチン、チリ、フォークランド諸島など南アメリカにも生育する。

## 特徴
南極大陸に自生する種子植物は、ナンキョクミドリナデシコとこのナンキョクコメススキだけである。
非常に低温の環境に適応できる。
サウスサンドウィッチ島の噴気孔周辺に生育するナンキョクコメススキのコロニーは、気温2℃の環境において平均6℃の暖かさを示した。これに関しては、大地から放射される輻射熱を効率よく吸収しているとする研究もある。

## 形態
草高は2.5-30cm、葉の長さは2-15cm。多年生植物であるが一年生植物となることもある。稈は長さ1-15cm、花序は高さ1.6-13cm。小穂は2花性で長さ4.5-6.0mm。雄蕊数は3で、長さは0.25-0.5mm。ただし形態は生育地によって変異が大きい。
染色体数は2n=26。